# Eric Shinseki
Eric Ken Shinseki, (n. el 28 de noviembre de 1942 en Lihue, Hawái) es un militar estadounidense.
Fue el séptimo Secretario de Asuntos de los Veteranos de los Estados Unidos entre 2009 y 2014. Anteriormente, había sido General de cuatro estrellas en el Ejército de los Estados Unidos y 34.º jefe de Estado Mayor del Ejército. Es veterano de la guerra de Vietnam, en la que fue galardonado con tres Estrellas de Bronce por su valor y dos Corazones Púrpura.

## Educación

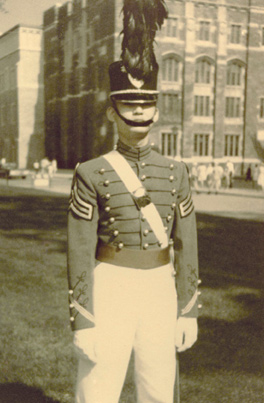
Shinseki en West Point en 1965.

Shinseki nació en Lihue, condado de Kauai en el territorio de Hawái, en el seno de una familia nipoestadounidense. Sus abuelos emigraron de Hiroshima a Hawái en 1901. Creció en una plantación de caña de azúcar y se graduó en 1960 de la Escuela Secundaria e Intermedia de Kaua'i donde fue presidente de su clase y miembro de los Boy Scouts
Se graduó en la Academia Militar de Estados Unidos en 1965 con un Bachillerato en Ciencias y una comisión como Teniente segundo. Obtuvo una Maestría en Artes en Literatura inglesa de la Universidad de Duke. 
Fue educado también en el Curso Avanzado de Oficial de Fuerzas Blindadas en el Colegio del Estado Mayor y Mando del Ejército de los Estados Unidos y la Escuela Nacional de Guerra.

## Servicio Militar
Shinseki ha servido en una variedad de puestos y asignaciones en los Estados Unidos y en el extranjero, incluyendo dos giras de combate con las Divisiones 9.º y 25.º de Infantería en la República de Vietnam, como observador avanzado de artillería y como comandante de la Tropa A, 3.er Escuadrón, del 53.to Regimiento de Caballería. Durante una de esas giras pisó una mina terrestre que le voló el frente a uno de sus pies; después de pasar casi un año recuperándose de sus heridas, volvió al servicio activo en 1971.
Se ha desempeñado en el Cuartel general de las Barracas Schofield y en el Cuartel general de Fuerte Shafter, ambos con sede en el Condado de Honolulu, Hawái, componentes del Servicio de Comando del Ejército de los Estados Unidos en el Pacífico. Ha enseñado en el Departamento de Inglés de la Academia Militar de los Estados Unidos. Cumpliendo sus deberes en el 33.er Regimiento de Caballería Acorazada en Fort Bliss, Tejas, sirvió como Ayudante del Regimiento y como Oficial Ejecutivo de su 1.er escuadrón.
Sus próximos 10 años de servicio transcurrieron en Europa e incluyeron las siguientes asignaciones:
- Comandante del 3.er Escuadrón, del 7.mo Regimiento de Caballería, de la 3.ra División de Infantería con asiento en Schweinfurt, Alemania.
- Comandante de la 2.da Brigada, 3.ra División de Infantería de Kitzingen.
- Jefe de Estado Mayor Adjunto, G3 (Operaciones, Planes y Capacitación), 3.ra División de Infantería con asiento en Wurzburgo.
- y Comandante de División Adjunto para Maniobras, de la 3.ra División de Infantería de Schweinfurt. La tercera ID se organizó en ese momento como una división mecanizada pesada.
- También fue jefe de Estado Mayor Adjunto, G3 (Operaciones, Planes y Entrenamiento), del VII Cuerpo del Ejército en Stuttgart.

Desde marzo de 1994 hasta julio de 1995, Shinseki se desempeñó como subjefe del Personal de Apoyo, del Comando de las fuerzas terrestres aliadas del Sur de Europa con sede en Verona, y luego comandó (de marzo de 1994 a julio de 1995) la 1.ra División de Caballería en Fort Hood, Tejas.
En julio de 1996, fue promovido a Teniente General y se convirtió en subjefe de Estado Mayor para Operaciones y Planes del Ejército de los Estados Unidos. En junio de 1997, Shinseki fue designado en el rango de general antes de asumir funciones como comandante general, Séptimo Ejército de los Estados Unidos; comandante de las Fuerzas Armadas Aliadas de Europa Central; y comandante de la Fuerza de Estabilización de la OTAN en Bosnia y Herzegovina. Shinseki se convirtió en el vigésimo octavo vicejefe de Estado Mayor del Ejército el 24 de noviembre de 1998, y luego se convirtió en su trigésimo cuarto jefe de Estado Mayor, el 22 de junio de 1999. Shinseki se retiró el 11 de junio de 2003 al final de su mandato de cuatro años. Su "memorándum de despedida" contenía algunas de sus ideas sobre el futuro de los militares. En ese momento, el general Shinseki se retiró del Ejército después de 38 años de servicio militar.
A partir del 2009, el general Shinseki fue el asioamericano de más alto rango en la historia de los Estados Unidos. Además, a partir de 2004, él es el nipoamericano de más alto rango en haber servido en las Fuerzas Armadas de Estados Unidos.

### Jefe de Estado Mayor del Ejército

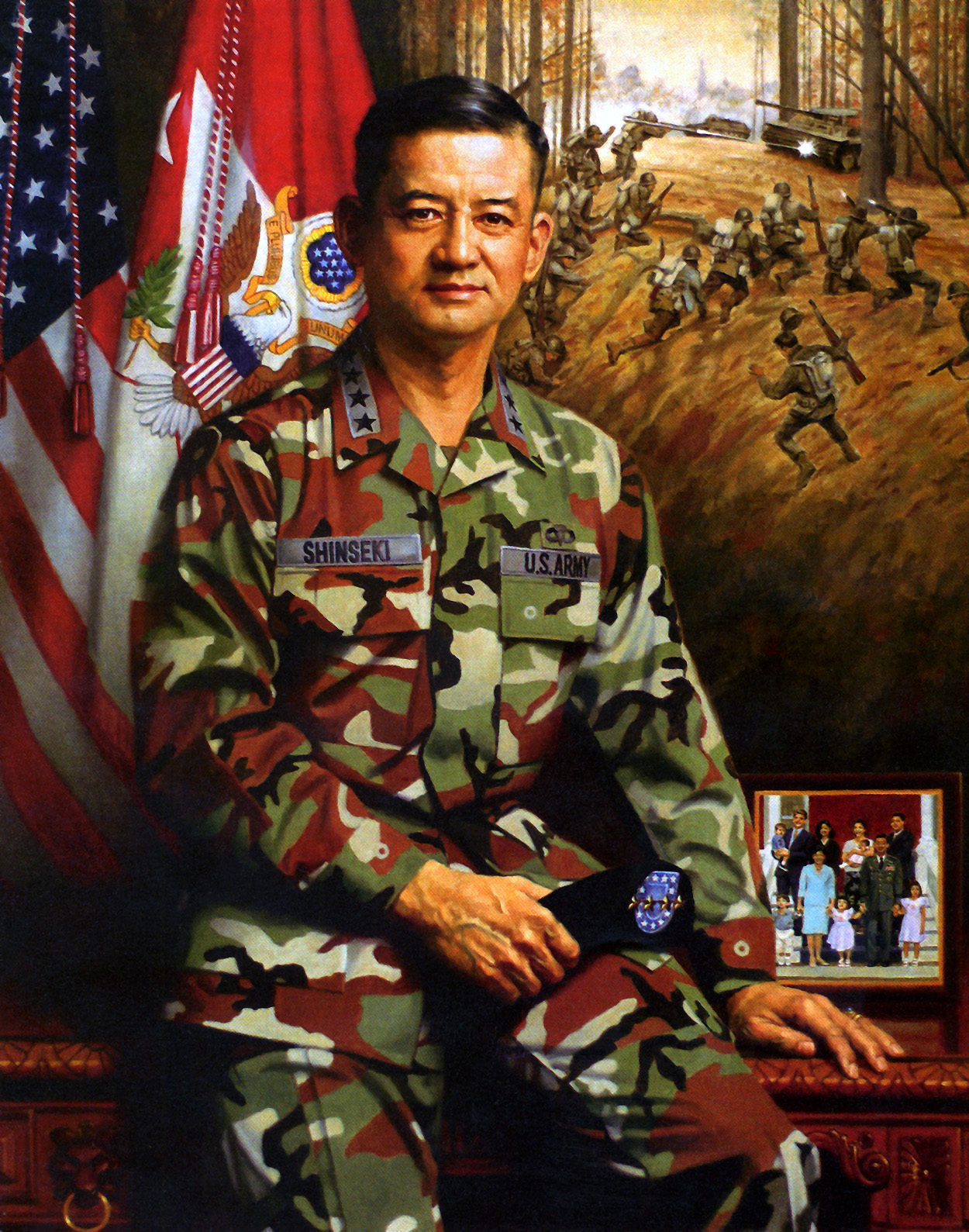
Un retrato de Shinseki en 2003.

Durante su mandato como Jefe del Estado Mayor del Ejército, Shinseki inició un plan innovador pero controvertido para hacer al Ejército más estratégicamente desplegable y móvil en el terreno urbano mediante la creación de Equipos de combate Stryker de la Brigada de Fuerza Interina. Concibió un plan estratégico a largo plazo para el Ejército denominado "Fuerza Objetiva", que incluía un programa que él diseñó, "Sistemas de Combate Futuros". Otro plan polémico que Shinseki implementó fue el uso de la boina negra para todo el personal del Ejército. Antes de que Shinseki implementara esta política, solo los Rangers del Ejército de los Estados Unidos podían usar la boina negra. Cuando la boina negra fue entregada a todos los soldados y oficiales, los Rangers se cambiaron a la boina de color canela.
Shinseki se enfrentó públicamente con el secretario de Defensa Donald Rumsfeld durante la planificación de la guerra en Irak sobre cuántas tropas Estados Unidos tendría que mantener en Irak para la ocupación de posguerra de ese país. Como Jefe del Estado Mayor del Ejército, el General Shinseki testificó ante el Comité sobre los Servicios Armados del Senado de los Estados Unidos el 25 de febrero de 2003 que "algo en el orden de varios cientos de miles de soldados" probablemente sean necesarios para el Irak de la posguerra. Se trata de una estimación muy superior a la cifra propuesta por el Secretario Rumsfeld en su plan de invasión, y fue rechazado en un lenguaje fuerte tanto por Rumsfeld como por su Subsecretario de Defensa, Paul Wolfowitz, que fue otro planificador en jefe de la invasión y ocupación. A partir de entonces, la influencia de Shinseki sobre el Estado Mayor Conjunto se desvaneció. Los críticos de la administración de Bush alegaron que Shinseki fue forzado a una jubilación anticipada como Jefe del Estado Mayor del Ejército debido a sus comentarios a nivel de tropa; sin embargo, su retiro fue anunciado casi un año antes de esos comentarios.
Cuando la insurgencia se apoderó del Irak de la posguerra, los comentarios de Shinseki y su rechazo público por parte del liderazgo civil fueron citados frecuentemente por aquellos que consideraban que la administración Bush desplegaba muy pocas tropas en Irak. El 15 de noviembre de 2006, en testimonio ante el Congreso, el Comandante del USCENTCOM, General John P. Abizaid dijo que el general Shinseki había acertado en que se necesitaban más tropas.

## Secretario para Asuntos de Veteranos de los Estados Unidos (2009–2014)
El 7 de diciembre de 2008, el entonces presidente electo, Barack Obama, anunció en una conferencia de prensa en Chicago que nominaría a Shinseki para convertirse en el Secretario de Asuntos de los Veteranos de los Estados Unidos. Fue confirmado unánimemente por el Senado de los Estados Unidos el 20 de enero de 2009, y juró al día siguiente.

### Escándalo en la Administración de Salud para Veteranos
En mayo de 2014, Shinseki se vio envuelto en un escándalo que implicaba a la Administración de Salud de Veteranos, que es parte del departamento en ese entonces bajo su responsabilidad administrativa. Los cuestionamientos involucraban cuidado de mala calidad y registros falsos que ocultaban cronogramas relacionados salieron a la luz, involucrando el tratamiento de veteranos en varios hospitales de la AV. El 30 de mayo de 2014, el presidente Obama anunció que había aceptado la renuncia de Shinseki como Secretario. Shinseki dijo que no podía explicar la falta de integridad entre algunos líderes en las instalaciones sanitarias de la AV. "Esa falta de integridad es irresponsable, es indefendible e inaceptable para mí". Dijo que no podía defender lo que pasó porque era indefendible, pero podía asumir la responsabilidad por ello y lo haría. Después de la renuncia de Shinseki, es la primera vez desde el 2000, que no hay un asioamericano formando parte del Gabinete de los Estados Unidos.
En una entrevista con el general retirado Peter W. Chiarelli, el periodista Robert Siegel describió la situación como "un caso de un hombre muy, muy bueno que se topó con algunos problemas bastante terribles en su trabajo", a lo que Chiarelli respondió: "No veo a nadie más que a Eric Shinseki".

## Premios, condecoraciones e insignias

### Nacionales
Shinseki fue galardonado con las siguientes medallas, listones, insignias y etiquetas:
- Medalla por Servicio Distinguido de Defensa[29] (con un ramillete de hojas de roble)[30][31]
- Medalla por Servicio Distinguido del Ejército[29]
- Medalla por Servicio Distinguido de la Armada[32]
- Medalla por Servicio Distinguido de la Fuerza Aérea[32]
- Medalla por Servicio Distinguido de los Guardacostas[32]
- Legión al Mérito(con un ramillete de hojas de roble)[29]
- Estrella de Bronce (con dispositivo en "V" y dos ramilletes de hojas de roble)[29]
- Corazón Púrpura (con ramillete de hojas de roble)[29]
- Medalla al Servicio Meritorio de Defensa[29]
- Medalla al Servicio Meritorio(con dos ramilletes de hojas de robles)[29]
- Medalla del Aire[29]
- Medalla de Encomio del Ejército (con ramillete de hojas de roble)[33]
- Medalla del Ejército al Rendimiento[33]
- Medalla de Servicio en la Defensa Nacional (con una estrella al servicio)
- Medalla al Servicio en Vietnam (con cuatro estrellas al servicio)
- Medalla al Servicio en las Fuerzas Armadas
- Listón al Servicio en el Ejército
- Listón al Servicio en el Ejército en Ultramar
- Medalla de la OTAN para la Ex Yugoslavia
- Medalla a la Campaña en Vietnam
- Insignia de Paracaidista
- Etiqueta de Ranger
- Insignia de Identificación de la Oficina del Secretario de Defensa
- Insignia de Identificación de la Oficina del Estado Mayor Conjunto
- Insignia de Identificación del Personal del Ejército
- Cuatro Barras de Servicio en Ulramar (2 años)

### Extranjeras
- Gran Cruz de la Orden de Mayo al Mérito Militar[34]

## Familia
Shinseki está casado con su amor de la escuela secundaria, Patricia y son los padres de dos hijos, Lori y Ken. También tiene siete nietos.